# Szilágyi (település)
Szilágyi (szerbül Свилојево / Svilojevo) település a Vajdaságban, a Nyugat-bácskai körzetben, Apatintól 7 km-re délre. Korábbi neve Telepes volt.
Testvértelepülése: Nagybaracska

## Története
A falut 1899-ben telepítették. Nevét alapítójáról, Szilágyi Dezsőről kapta. A falu központjában lévő Szent István katolikus templom építését 1906-ban fejezték be. Neogót stílusban épült, 45 méter magas tornya a falu egyik jelképe. A templomot egy hatalmas park öleli át, mellyel a környéken csak Szilágyi büszkélkedhet. Az 1990-es évek délszláv háborúi idején a falu magyar lakosságának száma jelentősen lecsökkent, akárcsak a környező falvakban, ugyanis több mint 150-en vándoroltak külföldre, és több száz szerb menekült talált új otthonra a korábban majdnem teljesen magyarlakta településen.
A falu központjától 7 km-re van Apatin, 3 km-re a Junaković gyógyfürdő, 3,5 km-re Szentiván (Prigrevica) és 7 km-re Szond (Sonta).
Szilágyi egy modern falu, az utcái tágasak és nyílegyenesek. Mérnöki tervek alapján épült a falu, az utcák egyik végéről el lehet látni a másikig, ugyanez jellemző a keresztutcákra is. Ennek a százéves községnek a lakói szinte az egész Bácskát képviselik.
Bethlen András gróf, volt földművelési miniszter, 1892-ben egy új magyar község alapját vetette meg, amikor a kis római sánc mellett fekvő apatini, bácsszentiváni és szondi kincstári tölgyerdők területét telepítésre jelölte ki, s az erdők kiirtását rendelte el.

## Népesség

### Demográfiai változások
| 1948 | 1953 | 1961 | 1971 | 1981 | 1991 | 2002 | 2011 |
| ---- | ---- | ---- | ---- | ---- | ---- | ---- | ---- |
| 1750 | 1917 | 1785 | 1667 | 1490 | 1278 | 1364 | 1179 |